# Sid Ramin
Sidney Norton „Sid“ Ramin (* 22. Januar 1919 in Boston, Massachusetts; † 1. Juli 2019 in New York City, New York) war ein US-amerikanischer Orchestrator, Arrangeur und Komponist. Für die Filmmusik zu West Side Story wurde er 1962 gemeinsam mit Saul Chaplin, Johnny Green und Irwin Kostal mit einem Oscar und einem Grammy ausgezeichnet.

## Leben und Karriere
Sidney Ramin wuchs in Roxbury auf. Sein Vater war Schauwerbegestalter für das Einzelhandelsunternehmen Jordan Marsh. Sein Vater spielte Violine und seine Mutter Klavier. Schon in früher Jugend erhielt Ramin Musikunterricht.
Als Teenager war er bereits mit dem späteren Dirigenten Leonard Bernstein befreundet. Während Bernstein ein Studium an der Harvard University begann, wurde Ramin zur Armee eingezogen und diente für mehrere Jahre in Frankreich in einer Special Services Unit. Dort schrieb er für die Army Band die Musik zur Show It’s All Yours.
Nach seinem Ausscheiden aus dem aktiven Dienst ging er nach New York, wo er die Musik der Band The Three Suns orchestrierte. Für Milton Berles Texaco Star Theatre arrangierte er von 1948 bis 1956 live bei Fernsehaufführungen. Darüber erhielt er eine Anstellung bei RCA Records. Kurz darauf wurde er von Leonard Bernstein gebeten, an den Arrangements zum Musical West Side Story zu arbeiten.
Bei der Oscarverleihung 1962 wurde er gemeinsam mit Saul Chaplin, Johnny Green und Irwin Kostal in der Kategorie Beste Filmmusik eines Musicals für den Soundtrack zum Film West Side Story ausgezeichnet. Für die gleiche Arbeit erhielten sie bei den Grammy Awards 1961 die Auszeichnung in der Kategorie Best Sound Track Album or Recording of Original Cast from Motion Picture or Television.
Nach seinem Oscargewinn wandte sich Ramin zunächst verstärkt dem Theater zu und orchestrierte mehr als ein Dutzend Musicals, darunter Jule Stynes Gypsy (1959), Cy Colemans Wildcat (1960), Stephen Sondheims A Funny Thing Happened on the Way to the Forum (1962) und Bernsteins und Alan Jay Lerners 1600 Pennsylvania Avenue (1976).
Für The Patty Duke Show schrieb Ramin 1963 die ikonische Titelmusik. 1966 komponierte Ramin den Instrumentaltitel Music to Watch Girls By, der zunächst für einen Werbespot von Diet Pepsi genutzt wurde und 1967 in einer Coverversion der Bob Crewe Generation zum Charthit wurde. In den 1960er und 1970er Jahren schrieb und arrangierte Ramin zahlreiche Werbejingles.
Für seine Arbeiten für die Werbebranche wurde er mit 12 Clio Awards ausgezeichnet. 1999 wurde Ramin von der American Society of Music Arrangers and Composers mit dem nach seinem Freund und Kollegen benannten Irwin Kostal Award für seine langjährigen Verdienste beim Arrangieren, Orchestrieren und Komponieren geehrt.
Ramin war von 1949 bis zu seinem Tod mit der Sängerin Gloria Breit verheiratet. Sein 1953 geborener Sohn Ronald „Ron“ Ramin ist als Komponist für Film und Fernsehen tätig.
Sidney Ramin starb am 1. Juli 2019 im Alter von 100 Jahren in seiner New Yorker Wohnung. Er hinterließ seine Frau, seinen Sohn und zwei Enkel.

## Musicals (Auswahl)
Orchestrator:
- 1957: West Side Story
- 1959: Gypsy
- 1959: The Girls Against the Boys
- 1960: Wildcat
- 1961: The Conquering Hero
- 1961: Kwamina
- 1962: I Can Get It for You Wholesale
- 1962: A Funny Thing Happened on the Way to the Forum
- 1963: Sophie
- 1976: 1600 Pennsylvania Avenue
- 1986: Smile
- 1989: Jerome Robbins’ Broadway
- 1993: The Red Shoes

Arrangeur:
- 1960: Vintage ‘60
- 1960: Wildcat
- 1961: The Conquering Hero
- 1963: Sophie

## Filmografie (Auswahl)
Orchestrator:
- 1961: West Side Story
- 1964: Hotel für Liebespaare (Honeymoon Hotel)
- 1993: Gypsy (Fernsehfilm)

Komponist:
- 1963–1965: The Patty Duke Show (Fernsehserie, 72 Episoden)
- 1965–1966: The Trials of O’Brien (Fernsehserie, 22 Episoden)
- 1967: Brillanten-Razzia (Too Many Thieves)
- 1969: Stiletto
- 1973: Miracle on 34th Street (Fernsehfilm)